# Amietophrynus garmani
Amietophrynus garmani là một loài cóc thuộc họ Bufonidae.
Loài này có ở Botswana, Ethiopia, Kenya, Mozambique, Namibia, Somalia, Nam Phi, Eswatini, Tanzania, Zambia, và Zimbabwe.
Môi trường sống tự nhiên của chúng là xavan khô, vùng cây bụi khô khu vực nhiệt đới hoặc cận nhiệt đới, đồng cỏ khô nhiệt đới hoặc cận nhiệt đới vùng đất thấp, hồ nước ngọt có nước theo mùa, đầm nước ngọt có nước theo mùa, vườn nông thôn, các vùng đô thị, và ao.
Chúng hiện đang bị đe dọa vì mất nơi sống.